# 生殖補助医療
生殖補助医療（せいしょくほじょいりょう、英: assisted reproductive technology、ART）は不妊症に対処するため、近年発達した医療技術を用いた処置である。生殖医学（reproductive medicine）、生殖補助医学（assisted reproductive medicine）とも言う。生殖補助医療には、以下のようなものが含まれる。体外受精（IVF）、顕微授精（ICSI）、冷凍保存配偶子または胚の使用、排卵誘発剤の使用。不妊症に対処するために使用される場合、ARTは単に不妊治療と呼ばれることもある。ARTは主に生殖内分泌学と不妊症の分野に属する。不妊治療以外のARTには、妊娠後に遺伝的目的のために用いられるものもある（着床前遺伝子診断を参照）。代理母出産もARTの手段に含まれるが、すべての代理出産がARTに含まれるわけではない。